# Els 800
Els 800 (xinès simplificat: 八佰, pinyin: Bābǎi, literalment 'Huitcents') és una pel·lícula bèl·lica xinesa del 2020, dirigida i co-escrita per Guan Hu i protagonitzada per Huang Zhizhong, Oho Ou, Jiang Wu, Zhang Yi, Wang Qianyuan, Du Chun, Vision Wei, Li Chen, Yu Haoming, Tang Yixin i Zheng Kai. La pel·lícula tracta sobre la defensa del magatzem Sihang de Shanghai el 1937, durant la batalla de Shanghai de la segona guerra sino-japonesa. La pel·lícula es va doblar i subtitular al català.
Estava prevista la seua estrena el juliol de 2019, però finalment ocorregué el 21 d’agost de 2020. La pel·lícula va ser un èxit comercial i de crítica, amb una recaptació de 473 milions de dòlars a tot el món. Va ser la pel·lícula més taquillera del 2020, sent la primera vegada des del 2007 que la pel·lícula amb més ingressos en un any determinat va recaptar menys de 1.000 milions de dòlars, i la primera vegada en la història que la pel·lícula més taquillera d'un any determinat no va ser una producció de Hollywood. El rècord de taquilla de la pel·lícula s'explica per una excel·lent recaptació a la Xina, on el relatiu èxit de la Xina en contenir el coronavirus durant la pandèmia de COVID-19 va permetre que hi hagueren més cinemes oberts que a Amèrica del Nord i Europa, que són els principals mercats de les pel·lícules de Hollywood.

## Trama

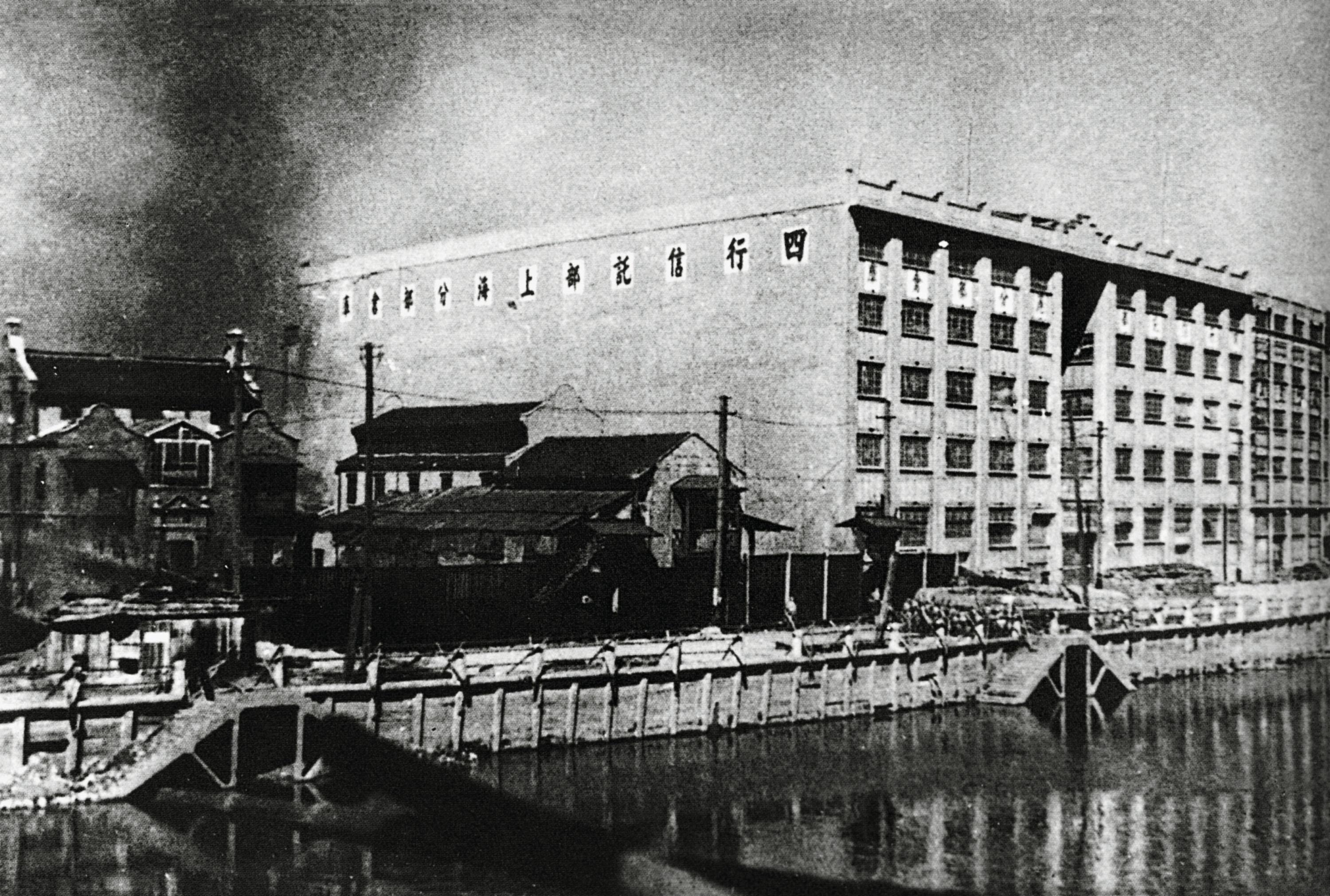
El Magatzem de Sihang durant la batalla, 1937.

Durant els primers dies de la segona guerra sino-japonesa, i a una escala més gran, de la Segona Guerra Mundial, l'exèrcit imperial japonés va envair Shanghai, en la coneguda com batalla de Shanghai. Després de retindre als japonesos durant més de 3 mesos i patir greus pèrdues, l'exèrcit xinés es va vore obligat a retirar-se a causa del perill de ser encerclat. El tinent coronel Xie Jinyuan, del 524 Regiment de la 88 Divisió de l'Exèrcit Nacional Revolucionari, subequipat, va dirigir 452 joves oficials i soldats a defensar el Magatzem Sihang contra la 3 Divisió Imperial Japonesa formada per al voltant de 20.000 soldats en un heroic últim combat suïcida, seguint ordres del generalíssim de la Xina nacionalista, Chiang Kai-shek. La decisió es va prendre per proporcionar un impuls moral al poble xinés després de la caiguda de Pequín i Shanghai, i buscar d'obtenir el suport dels aliats, que podien presenciar la batalla des de la concessió internacional de Shanghai, a l'altra banda del riu Suzhou.

## Producció
Guan Hu va estar una dècada preparant la pel·lícula. The Eight Hundred és la primera producció xinesa i pel·lícula comercial asiàtica rodada íntegrament amb càmeres IMAX. L'equip de producció construí un conjunt real de 68 edificis amb una superfície de 133.333 metres quadrats a Suzhou, província de Jiangsu, a l'est de la Xina. El cost de producció de la pel·lícula fou de 550.000.000 yuans, uns 80.000.000 dòlars dels EUA.

## Estrena
La pel·lícula s'havia d’estrenar originalment el 15 de juny de 2019 durant la prestigiosa franja d’obertura del Festival Internacional de Cinema de Shanghai, però es va retirar el 5 de juliol a causa de la "consulta entre l'equip de producció i altres entitats". Abans de la retirada, l'Associació Xinesa de Recerca en Cultura Roja, un grup no governamental, va celebrar una conferència acadèmica sobre producció cinematogràfica on els assistents van expressar opinions sobre la pel·lícula. Els assistents no estaven d'acord amb la representació de l'Exèrcit Nacional Revolucionari, dient que la pel·lícula no mostrava "l'opressió de classe dins de les files de l'exèrcit del Kuomintang, les malifetes dels seus oficials i la malvada opressió contra el poble". Segons un informe publicat a la plataforma de xarxes socials WeChat, els participants es van queixar que la pel·lícula glorificava excessivament l'exèrcit del Kuomintang.
Després, es va cancel·lar la projecció de la pel·lícula al festival de cinema de Shanghai. Jia Zhangke, un destacat cineasta, va criticar la decisió a Sina Weibo.
L'estrena de la pel·lícula es va endarrerir una vegada més. Rebutjats més d’un any per no passar els censors, el 2 d’agost de 2020, els productors van anunciar que la pel·lícula s'estrenaria el 21 d’agost de 2020 a tota la Xina. Es diu que la versió cinematogràfica és 13 minuts més curta que la que s'hauria projectat el 2019 al festival de cinema de Shanghai.

### Taquilla
Hi hagueren preestrenes de la pel·lícula el divendres 14 d’agost, recaptant 2,1 milions de dòlars, i el dilluns 17 d’agost i el dimarts 18 d’agost, recaptant uns 7,6 milions de dòlars cada nit, amb uns guanys de 16,8 milions de dòlars. A més, es van recaptar 40 milions de dòlars el dia de la inauguració oficial. Va aconseguir un total de 116 milions de dòlars bruts (803,2 RMB) el cap de setmana inaugural (incloses les preestrenes), el debut més gran del 2020 fins aquell moment. A partir del 13 de setembre de 2020, The Eight Hundred havia ingressat més en un sol territori que qualsevol altra producció del 2020, després d’haver guanyat 366 milions de dòlars a la Xina.